# Брэдли (гусеничная платформа)
«Брэдли» (англ. Bradley Fighting Vehicle) — унифицированная гусеничная платформа (УГП) производства компании БАЕ Системз (ранее United Defense).
Боевая бронированная машина (ББМ) на её базе была названа в честь американского генерала Омара Брэдли. УГП «Брэдли» предназначена для перевозки и поддержки пехоты, разведки в различных вариантах, а также монтирования различного вооружения, в том числе противотанковых управляемых ракет и зенитных ракетных комплексов. Стоимость единицы — 2 млн. долл. США.

## История

### Предыстория

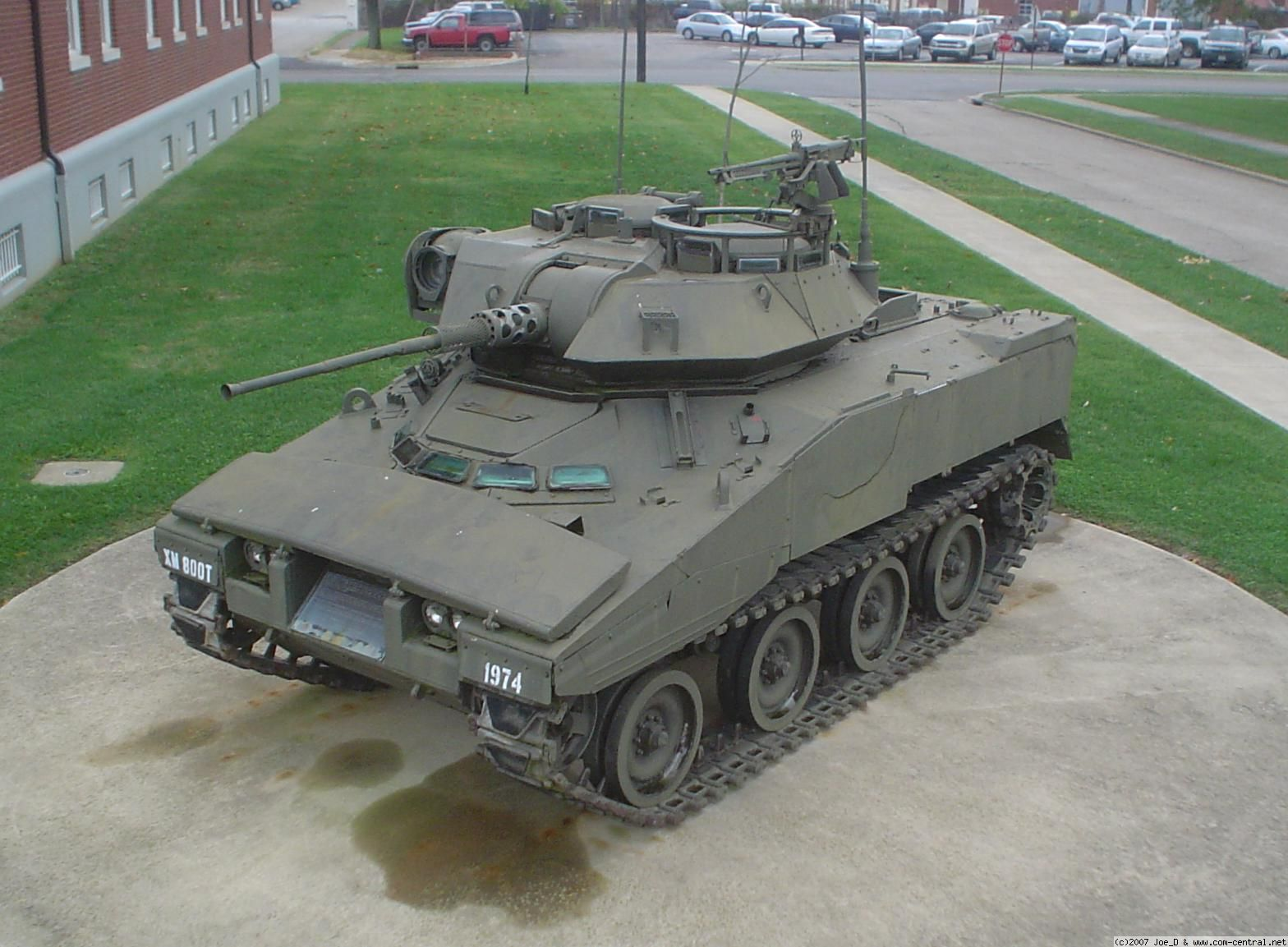
Предшественница БРМ M3 «Брэдли» — опытная боевая разведывательно-дозорная машина XM800T на площадке Музея кавалерии и бронетехники им. Паттона в Форт-Ноксе.

Опыт Вьетнамской войны, ставшей своеобразным испытательным полигоном для разнообразных американских нововведений в вооружении и военной технике показал, что БТР M114, опытная партия которых была отправлена во Вьетнам уже в начале 1960-х годов, была признана военными непригодной для службы из-за отрицательной плавучести и низкой проходимости по пересечённой местности. Между апрелем и ноябрём 1964 года M114 были заменены на бронетранспортёры M113 во Вьетнаме, но продолжали оставаться на вооружении американских сил в Европе и в континентальных штатах (в 1973 году Начальник штаба армии США генерал Крейтон Абрамс приказал снять их с вооружения окончательно). Для замены в войсках M113 проводился конкурс по разработке боевой машины нового поколения для механизированных пехотных частей (Mechanized Infantry Combat Vehicle, MICV), с перспективой создания на её базе семейства военной техники различного назначения, в котором приняли участие корпорации Paccar, Chrysler Corporation и FMC Corporation. «Эф-эм-си» представила опытную БМП XM734 на одиннадцать человек (пехотное отделение), которая даже внешне практически не отличалась от M113 и, по сути, являлась её модифицированной моделью, вооружённой спаренной 20-мм автоматической пушкой во вращающейся турели. Параллельно с этим для замены в войсках M114 с 1966 года проводился конкурс по созданию бронированной разведывательной машины (Armored Reconnaissance Scout Vehicle, ARSV) под индексом XM800, куда предложили свои проекты пять компаний: Allison (подразделение General Motors Corporation), Teledyne Continental Motors, AAI Corporation, FMC Corporation, Lockheed Missiles and Space Company (филиал Lockheed Martin Corporation). По итогам отборочного тура в финал конкурса вышли два последних претендента, FMC и Lockheed, с которыми были заключены контракты на разработку опытных прототипов машин. Прототипы двух указанных претендентов кардинальным образом отличались друг от друга по всем параметрам, включая шасси и компоновочную схему. «Локхид» изготовил полноприводную шестиколёсную машину повышенной проходимости сочленённой компоновки с двумя колёсами в передней половине и четырьмя в задней половине шасси (являвшуюся модифицированной моделью более раннего проекта восьмиколёсной БРМ «Твистер»), в то время как «Эф-эм-си» представил на суд руководства конкурса гусеничную машину традиционной компоновки XM800T на девять человек, своим внешним видом напоминающую танк «Стюарт» времён Второй мировой войны, с корпусом из алюминиевого сплава (что позже стало предметом разбирательства в Конгрессе США на предмет надёжности такого типа брони), сокращавшего боевую массу машины на 20 % в сравнении со стальным корпусом, и танковой башней с 20-мм автоматической пушкой. Ни одна из машин не была в итоге принята на вооружение, но наработки, полученные в ходе работы над обоими проектами, были положены в основу при создании «Брэдли», с 1975 года работа пошла в направлении создания гибрида машин, разработанных в рамках программ MICV и ARSV. В марте 1977 года эта программа получила новое название — Fighting Vechicle Systems (FVS). К FMC присоединилась General Electric Corporation, которая выиграла контракт на обеспечение машин гидромеханической трансмиссией HMPT-500, обойдя в этом вопросе своего основного конкурента — вышеупомянутую Allison.

### Разработка и производство
| Увеличение парка машин в вооружённых силах | Увеличение парка машин в вооружённых силах |
| бюджетный год                              | количество                                 |
| ------------------------------------------ | ------------------------------------------ |
| 1986—87                                    | 2555                                       |
| 1987—88                                    | 4351                                       |
| 1988—89                                    | 4966                                       |
| 1989—90                                    | 5574                                       |

«Брэдли» создавалась как средство борьбы с лёгкой бронетехникой противника, её 25-мм пушка и патрон M791 с бронебойным подкалиберным снарядом были рассчитаны на поражение лобовой брони советских БМП-1 под любым курсовым углом встречи, а также бортовой? (70 и 80 мм) и кормовой брони танков Т-72 (впоследствии, в ходе войны в Персидском заливе, абсолютное большинство бронетехники[какой?] армии Ирака было уничтожено огнём БМП «Брэдли»).
Машина была создана[когда?] инженерами опытно-конструкторской лаборатории подразделения сухопутной техники группы оборонных производств корпорации FMC в Санта-Кларе, штат Калифорния, и производилась на расположенном в нескольких милях поблизости заводе лёгкой гусеничной бронетехники в Сан-Хосе. Там же осуществлялся монтаж систем управления огнём и другого бортового оборудования бронетехники, отладка готовых образцов. В середине 1980-х годов на указанном заводе, в производстве машин «Брэдли» было занято 7,5 тыс. человек, пик производства был пройден тогда же, в 1986 году и количество задействованной рабочей силы постепенно сокращалось до 2700 человек в 1992 году. Минимальная загрузка производственных мощностей для поддержания нормального функционирования предприятия составляла 330 единиц бронетехники типа «Брэдли» в год, в противном случае, линию сборки и все связанные отделы (опытно-конструкторские, инженерно-технические, монтажно-сборочные, бортового вооружения и оборудования, и др.) пришлось бы закрывать за нерентабельностью, а перезапуск линии стоил по оценке представителей FMC полмиллиарда долларов в ценах 1992 года. Вспомогательная линия сборки находилась на заводе в Йорке, штат Пенсильвания (куда позже было передислоцировано основное производство). Производством гусеничных траков занималось сталелитейное подразделение корпорации FMC в Аннистоне, штат Алабама, совместно с резинотехническим заводом компании Goodyear в Сент-Мэрис, штат Огайо, которая выступала партнёром FMC по изготовлению обрезиненных покрытий, многократно увеличивающих долговечность эксплуатации траков на твёрдых грунтах. Также в производстве были задействованы предприятия FMC в Эйкене, штат Южная Каролина, и в Арлингтоне, штат Виргиния.
В плане технико-экономического обоснования подготовки и организации серийного производства машин FMC на рассмотрение Автобронетанкового управления Армии США было представлено 59 производственно-технических предложений из которых 49 было рассмотрено, 10 отозвано подавшей их стороной. Из 49 рассмотренных 33 (67 %) были утверждены для дальнейшего внедрения в процесс производства и поставок машин заказчику.
После продажи FMC своего военного производства (к тому времени выведенного в структурный филиал под наименованием United Defense) компании BAE Systems, предприятия, на которых осуществляется производство основных узлов и агрегатов перешли под новое корпоративное управление. Основным центром работ по модернизации «Брэдли» на современном этапе является Редриверский арсенал Главного автобронетанкового управления Армии США, в Тексаркане, штат Техас.
Задействованные структуры
Помимо генерального подрядчика, в обеспечении отдельными узлами, агрегатами и приборами участвовали следующие коммерческие структуры:
- ALCOA Forge, Вернон, Калифорния; Кливленд, Огайо;
- Alliant TechSystems, Миннеаполис, Миннесота;
- Booz Allen Hamilton, Сан-Франциско, Калифорния;
- Chrysler, Pentastar[англ.], Хантсвилл, Алабама;
- CHT Steel, Вентнор, Нью-Джерси;
- Cummins, Колумбус, Индиана;
- General Motors, Манхэттен-Бич, Калифорния;
- Hughes Electronics, Лагранж, Джорджия;
- LAU Technologies, Актон, Массачусетс;
- Lockheed Martin, Питсфилд, Массачусетс;
- McDonnell Douglas, Меса, Аризона;
- Metric Systems[англ.], Форт-Уолтон-Бич, Флорида;
- Optical Coating Laboratory, Санта-Роза, Калифорния;
- Reynolds Metals[англ.], Маккук, Иллинойс;
- Sioux Manufacturing, Форт-Тоттен, Северная Дакота;
- Teleflex Defense Systems[англ.], Спэниш-Форк, Юта;
- Texas Instruments, Даллас, Техас.

По состоянию на май 2000 года, для американской армии произведено 6724 единиц М2 и 2083 единиц М3. Общая стоимость программы составила 5,7 млрд долл., а средняя себестоимость единицы 3,2 млн долл. в ценах 2000 года.

### Постановка на вооружение
Первым военным подразделением, оснащённым машинами «Брэдли» был 1-й батальон 41-го пехотного полка 2-й бронетанковой дивизии.

### Снятие с вооружения
Опытно-конструкторские работы в направлении создания плановой замены боевых машин «Брэдли» и танков «Абрамс» были начаты уже во второй половине 1980-х годов, однако, сначала распад Организации Варшавского договора, затем разгром Вооружённых сил Ирака в ходе войны в Персидском заливе и последовавшая вскоре дезинтеграция Советского Союза, которая устранила главного вероятного противника НАТО в обозримом будущем, стали тремя основными факторами, благодаря которым многочисленные и самые разнообразные программы перевооружения до сих пор отвергаются американским военным командованием в пользу программ модернизации и продления сроков эксплуатации «Брэдли».

## Применение
- Вторжение России на Украину (с 2022) — 50 единиц M2A2 Bradley приняли участие на стороне Украины[17].

## Технические недостатки

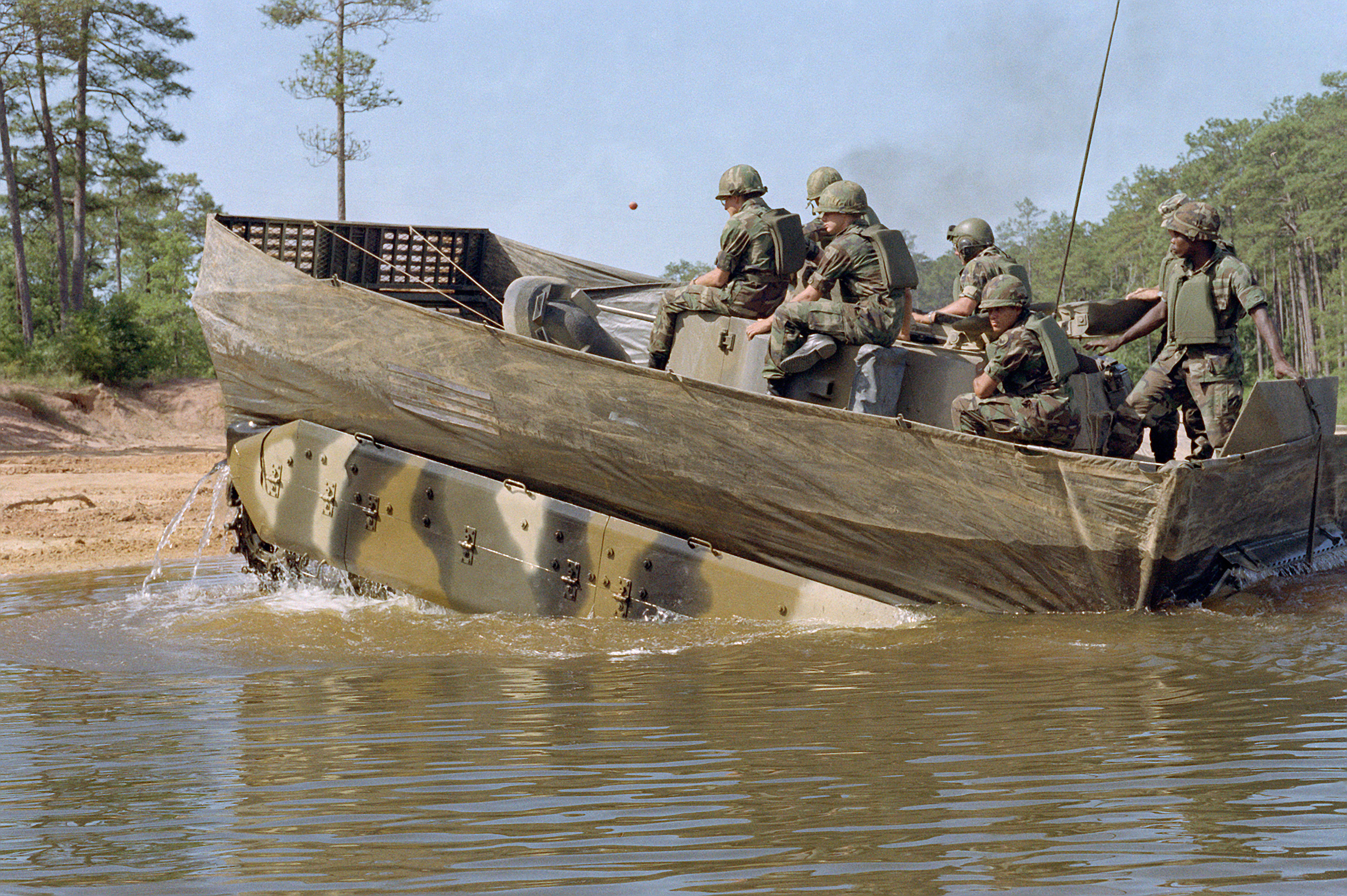
БМП M2A1 первой серии, боевая масса 22 т, с установленными плавсредствами (брезентовым кожухом). Фото июнь 1983. Масса последующих модификаций достигла 33 т, что полностью лишило машину плавучести.

Одним из основных качеств «Брэдли», особо подчёркивавшимся изготовителем для того, чтобы ускорить процесс принятия машины на вооружение и пролоббировать запуск её в серийное производство, была её положительная плавучесть и способность преодолевать водные преграды, при этом умалчивалось то обстоятельство, что преодоление водных преград требует предварительной подготовки и специальных средств обеспечения плавучести. Как показали слушания в Конгрессе в 1982 году, далеко не все конгрессмены даже из числа членов Комитета Палаты представителей США по вооружённым силам имели достоверную информацию относительно предназначения и маневренных возможностей уже принятой к тому времени на вооружение машины, — в этом контексте показателен диалог между одним из сопредседателей комитета Сэмюэлем Страттоном и начальником отдела военной техники при управлении заместителя начальника штаба Армии США по НИОКР генерал-майором Джеймсом Малони, который выстроил свою риторику в духе описания сильных сторон машины:

— Эта штука используется, главным образом, для морских десантных операций, не так ли?

— Нет, сэр.

— Для доставки войск на берег и затем они спешиваются?

— Нет сэр, несмотря на то, что она способна плавать, её нельзя считать амфибийной машиной. Она может плыть через [мелководную] реку или озеро, если у реки течение не слишком сильное, она может двигаться [на воде] на немалых скоростях вплавь, около пяти километров в час. У неё нет амфибийной способности или способности к преодолению [полноводных] рек вплавь. Но у неё гораздо более высокий уровень защиты, чем у «сто тринадцатой» [M113]. У неё более высокая скорость и она отбивает у «советов» заинтересованность в танке как таковом и заставляет их уделять внимание этой машине, которая может уничтожать танки и бронетехнику аналогичную [советским] БМП, и вообще она очень грозная боевая машина сама по себе. Войска, оснащённые «Брэдли», являются гораздо более внушительной силой по сравнению со «сто тринадцатыми».

— Я просто не понимаю [эту] доктрину: Вам необходимо иметь танк для того, чтобы защищать другой танк и чтобы этот первый был заполнен пехотой.
Оригинальный текст (англ.)Mr. Stratton. This thing has been used primarily for amphibious operations, hasn’t it?

General Maloney. No sir.

Mr. Stratton. Getting troops ashore and then they get out?

General Maloney. No sir, although it is capable of swimming, it would not be considered an amphibious surf crossing kind of vehicle. It can swim across a river or lake if the current is not too great in the river, and it can move at reasonable speeds when it does that, nearly five kilometers per hour. It does have amphibious capability or river crossing capability. But it has a much higher level of protection than does the 113. It has much greater speed capability, and it decreases the Soviet interest in the tank alone and makes the Soviets pay attention to this vehicle which can destroy tanks, can destroy BMP counterpart vehicles, and is a very formidable fighting machine in itself. The force when equipped with the Bradley fighting vehicle, as compared with the force equipped with the 113, is much more formidable.

Mr. Stratton. I just don’t understand the doctrine that you have to have another tank along to protect one tank and have it filled up with infantry. That isn't my understanding of what tank warfare is.
Конгрессменам было разъяснено, что под понятием «плавучесть» понимается возможность машины преодолевать мелководные реки и другие естественные и искусственные водоёмы после пятиминутной подготовки по возведению водонепроницаемого кожуха, и что возможности машины на этапе постановки на вооружение были несколько преувеличены, и что она имеет «некоторую способность» преодолевать водные преграды при углах приводнения машины не более 40° (пологий берег) и при волнении водной поверхности не выше одного фута. Однако, начальник заводских испытаний FMC Генри Буасвер оспаривал и это утверждение, ссылаясь на результаты проведённых им испытаний в закрытом опытовом бассейне корпорации в Сан-Хосе, в совершенно стоячей воде, и заявлял по этому поводу, что машина «плавает как камень» (за что впоследствии он был уволен с формулировкой «за разглашение сведений, составляющих коммерческую тайну»). По его словам, это обстоятельство было обусловлено чересчур высокими корпоративными требованиями к времени сборки, ввиду чего заводские сварщики, занимавшиеся сваркой корпусов в условиях цейтнота, за отсутствием времени заделывали пазы и швы примитивной замазкой, что и приводило к образованию течи при преодолении машиной водных преград.
По этому поводу в апреле 1987 года состоялись специальные слушания в Конгрессе США, так и названные "Плавучесть боевой машины «Брэдли», в ходе которых были преданы огласке статистические данные, согласно которым, на семь тысяч случаев преодоления водных преград в ходе занятий по вождению и учений приходилось одиннадцать затонувших машин (правда, обошлось без погибших).

## Машины на базе

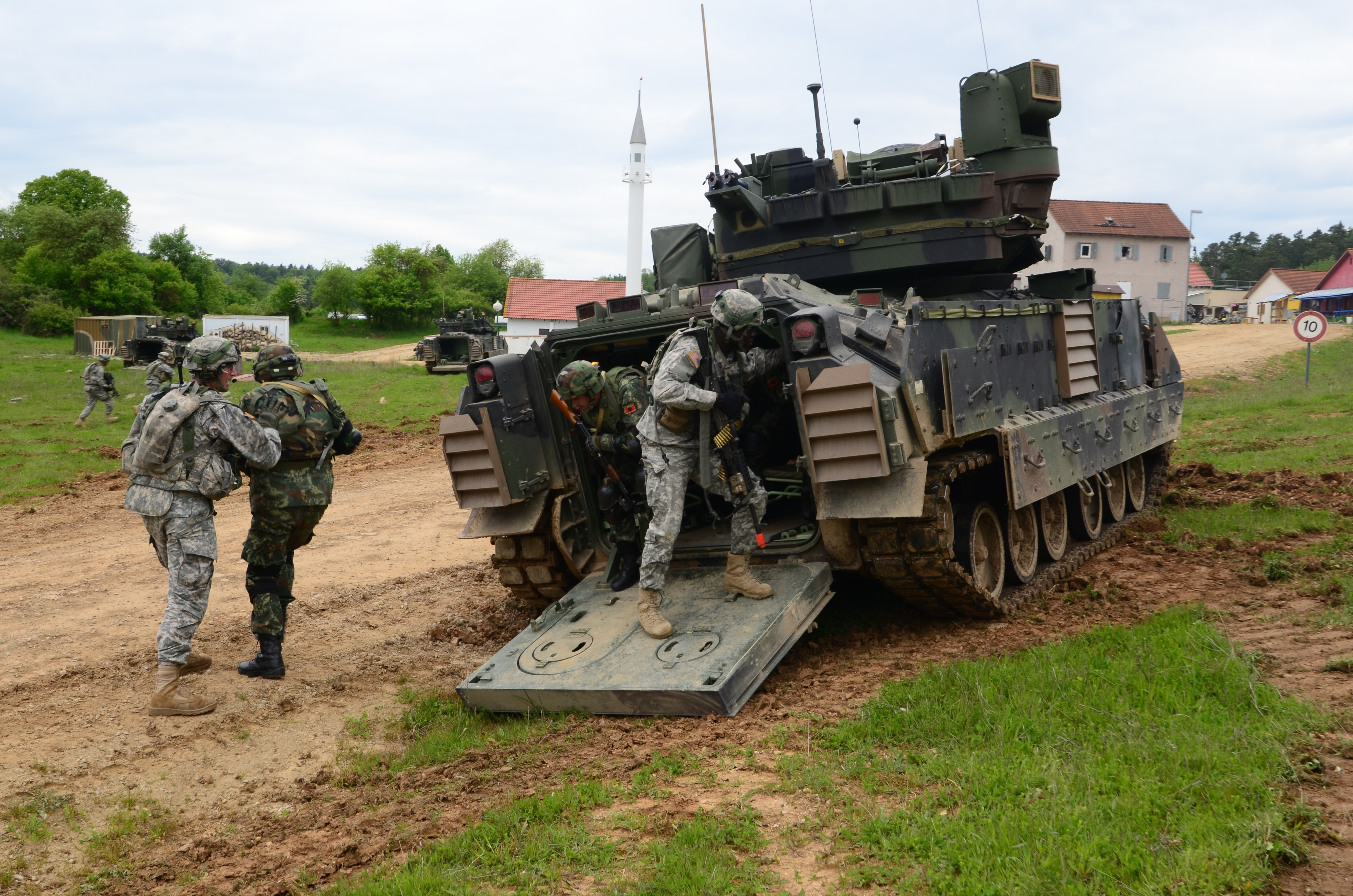
Солдаты 1-й кд США вместе с солдатами ВС Албании высаживаются из БМП Брэдли (M2/M3) на совместных учениях в Германии, май 2014 года

### M2 Bradley (IFV)
Боевая машина пехоты M2, основной представитель линейки. Вооружена нарезной автоматической 25-мм пушкой M242 Bushmaster (патрон 25 × 137 мм)

### M3 Bradley (CFV)
M3 Bradley Cavalry Fighting Vehicle — боевая разведывательная машина. Внешне отличается заглушенными крышками амбразур, отсутствием смотровых блоков по правому борту и дополнительными антеннами. М3 обладает увеличенным боекомплектом и радиолокационными станциями обнаружения наземных объектов. Одна из РЛС — AN/PPS-15 является переносной.

### M4 Command and Control Vehicle (C2V)
Использовано то же модифицированное шасси M993, что и для M270 MLRS — защищенный автоматизированный тактический командный пост (для замены M577A2 Command Post Carrier). Всего изготовлено 25 машин.

### M6 Linebacker
Модификация машины для ПВО, представляет собой M2A2 ODS, в котором ПТРК «TOW» заменён на четырёхтрубную пусковую установку ЗРК FIM-92 Stinger. Планируется снятие с вооружения Армии США (2005).

### M7 Bradley Fire Support Vehicle (B-FiST)
Модификация для замены M981 FISTV — машина разведки, наблюдения и целеуказания (наведения и корректировки огня в том числе артиллерийского при стрельбе с закрытых позиций). Блок ПТУР TOW заменен на приборный комплекс, интегрированный с системой целеуказания ISU. Включает в себя лазерный целеуказатель G/VLLD (Ground/Vehicular Laser Locator Designator — Наземный/Подвижный Лазерный Локатор-Целеуказатель, произносится как «Глид»), выносное оборудование для наблюдения, GPS/инерциальную систему топопривязки и подсистему ПУО. Экипаж 4 человека.

### Bradley Stinger Fighting Vehicle (BSFV)
Специальная модификация для отделения ПЗРК Stinger. Концепция применения ПЗРК (ближнего радиуса) непосредственно в боевых порядках со спешиванием была признана опасной, и ее сменила модификация M6 Linebacker, в комплектацию которой также входят переносные ТПУ, расширяющие боевые возможности комплекса. Расчет из трёх человек: командир установки, наводчик и механик-водитель.

### Bradley Engineer Squad Vehicle (BESV)
Машина оперативной инженерной поддержки и разминирования, имеет оборудование для нейтрализации различного вида угроз передовым механизированным частям в ходе наступления.

### Bradley Battle Command Vehicle (BBCV)
Машина командира бригады — оснащена улучшенным коммуникационным комплексом, включая цифровые линии связи, для сохранения управления войсками и контакта с тактическим оперативным центром (TOC) даже в отрыве от базового КП (в передовых порядках подразделения).

### M993/M270 MLRS
В 1983 году на вооружения была принята универсальная пусковая установка использующаяся в качестве РСЗО и установки для запуска тактических ракет. Пусковая установка смонтирована на гусеничной базе боевой машины пехоты M2 Bradley. В кабине размещается боевой расчёт из трёх человек: командир установки, наводчик и механик-водитель.

### Bradley AMPV

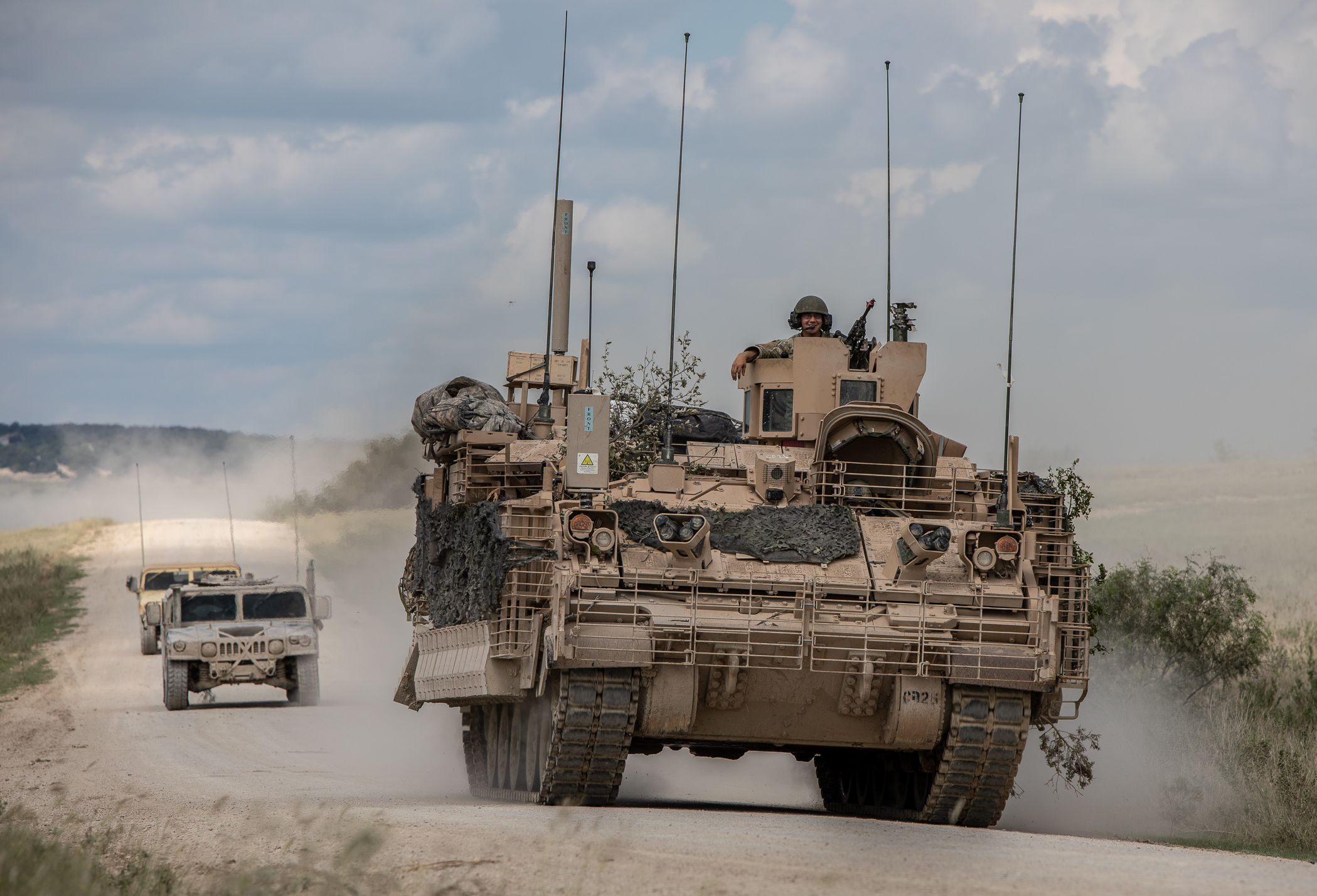
AMPV в ходе опытной эксплуатации в 1-й кд 20 сентября 2018 года.

Армия США развернула программу Armored Multi-Purpose Vehicle в целях замены гусеничного бронетранспортёра M113. Компания BAE Systems предложила вариант Брэдли без башни. По сравнению с оригинальным Брэдли, в нём усилена броня, больше объём внутреннего пространства. С целью повышения живучести и увеличения полезного объёма корпуса внутренние топливные баки будут заменены бронированными внешними в кормовой части машины. В нём также модернизирован 600-сильный дизельный двигатель Cummins V903, совмещенный с трансмиссией L-3 Combat Propulsion Systems HMPT-500 и электроника. Днище стало V-образным. Bradley AMPV имеет модульную крышу под разные задачи. Двигатель гибридный электрический. Также будет устанавливаться система защиты от ОМП, и, за исключением варианта самоходного миномёта, кондиционер во внешней установке в задней части корпуса. Алюминиевый бронекорпус усиливается установкой дополнительной навесной стальной брони, возможна также установка дополнительных модулей динамической защиты. С целью усиления противоминной защиты, днище также усилено стальной бронёй, кроме того внедрена разработанная BAE Systems инновационная система «подвесного пола» (floating floor). В силу избытка парка имеющихся БМП в Армии США, программа предусматривает переделку М2 и М3 в бронетранспортёры.
В соответствии с требованиями программы, бронетранспортёр на базе М2 имеет разновидности:
- Armored Multi-Purpose Vehicle (AMPV) — многоцелевой бронетранспортёр;[27]
- Bradley Armored Medical Evacuation Vehicle (AMEV) — санитарно-эвакуационная машина;[28]
- Bradley Armored Medical Treatment Vehicle (AMTV) — бронированная медицинская машина;[29]
- Bradley Mortar Vehicle (BMV) — самоходный миномёт;
- Bradley Command Post (BCP) — командно-штабная машина[30].

По заявлению BAE Systems, возможности компании позволяют строить до восьми бронетранспортёров Брэдли в сутки, так же, как и БМП в период начала ее массового производства. Так как сохранились прежние производственные линии на своем предприятии в Йорке (штат Пенсильвания) в кооперации с армейским арсеналом Red River Army Depot в Тексаркана (штат Техас). Самоходный миномёт может быть конвертирован из оригинального Брэдли за 40 дней. Испытания взрывом показали, что Bradley AMPV удовлетворяют требованиям по живучести. По расчётам BAE Systems, Bradley AMPV имеет схожие эксплуатационные расходы с М113 и более дёшев чем БМП версия, так как нет башни — самого дорогого компонента платформы. Помимо этого, унификация платформы БМП и БТР значительно упрощает логистику и обучение экипажей. Серийное производство семейства в количестве 2907 машин намечено с 2019 года с темпом 180 машин в год.

### Black Knight
Прототип дистанционно управляемой (Unmanned Ground Combat Vehicle (UGCV)) БМП, разработанный BAE Systems. Для снижения себестоимости использованы компоненты Bradley Combat Systems. Возможно управление как с командного пункта, так и собственно с пульта командира спешившейся пехоты, что снижает риск для личного состава в условиях, например, при решении разведывательных задач, или проведении разведки на особо опасной — зараженной и/или минированной местности.

## Место в организационно-штатной структуре
В ОШС ВС США машины на платформе Bradley находятся на вооружении бронетанковых бригад cухопутных войск. Общее количество бронетанковых бригад на 2019 год, согласно реформе, достигает 16 (включая Национальную гвардию) формирований.